# 塞巴斯蒂安·科达
塞巴斯蒂安·科爾達（Sebastian Korda，2000年7月5日—）是美國的一位網球運動員。科達在2018年澳洲網球公開賽獲得男子單打少年組的冠軍，並且ITF世界排名來到第一位。2018年1月15日，科達的ATP單打世界排名達842位。柯達自3歲開始打曲棍球，但在9歲決定轉向網球。他的父親彼得·科达和母親雷吉娜·拉吉赫托娃也是網球運動員。他的兩位姐姐潔西卡·科達與奈莉·科達皆為高爾夫球員。

## 外部連結
- 塞巴斯蒂安·科达（英文/西班牙文）的官方資料
- 塞巴斯蒂安·科达的官方资料